# Kōtoku
Kōtoku (jap. 孝徳天皇, Kōtoku-tennō; * 22. April 596; † 24. November 654) war der 36. Tennō von Japan (645–654). Sein Eigenname ist unklar.
Er war ein Bruder der Tennō Kōgyoku. Beide wurden von der gleichen Frau geboren. Sie waren Urenkel Kaiser Bidatsus.
Sein Kronprinz war Prinz Nakano Ōe, der erste Sohn Kaisers Jomei und Kaiserin Kōgyoku.
Seine Kaiserin war Prinzessin Hashimoto, eine Tochter des Kaisers Jomei und Kōgyoku, und Schwester der Prinzen Nakano Ōe und Ōama. In seine Regierungszeit von 645 bis 654 fielen die Taika-Reformen, die der Zentralisation des Reiches und der Stärkung der kaiserlichen Macht dienten. Um sich die Zustimmung der Adelsfamilien Japans zu sichern, wurde festgelegt, dass nur die Angehörigen des alten Hochadels Zugang zu hohen Posten in der neuen Verwaltungselite des Kaiserreiches haben würden. 